# Archieparquía de Przemyśl-Varsovia
La archieparquía de Przemyśl-Varsovia (en latín: Archieparchia Premisliensis-Varsaviensis ritus byzantini ucraini, en polaco: Archidiecezja Przemysko-Warszawska Kościoła Greckokatolickiego w Polsce y en ucraniano: Перемишльсько-Варшавська архієпархія) es una circunscripción eclesiástica de la Iglesia católica en Polonia. Se trata de una arquidiócesis greco-católica ucraniana, sede metropolitana de la provincia eclesiástica de Przemyśl-Varsovia. Desde el 7 de noviembre de 2015 su archieparca es Eugeniusz Mirosław Popowicz.

## Territorio y organización

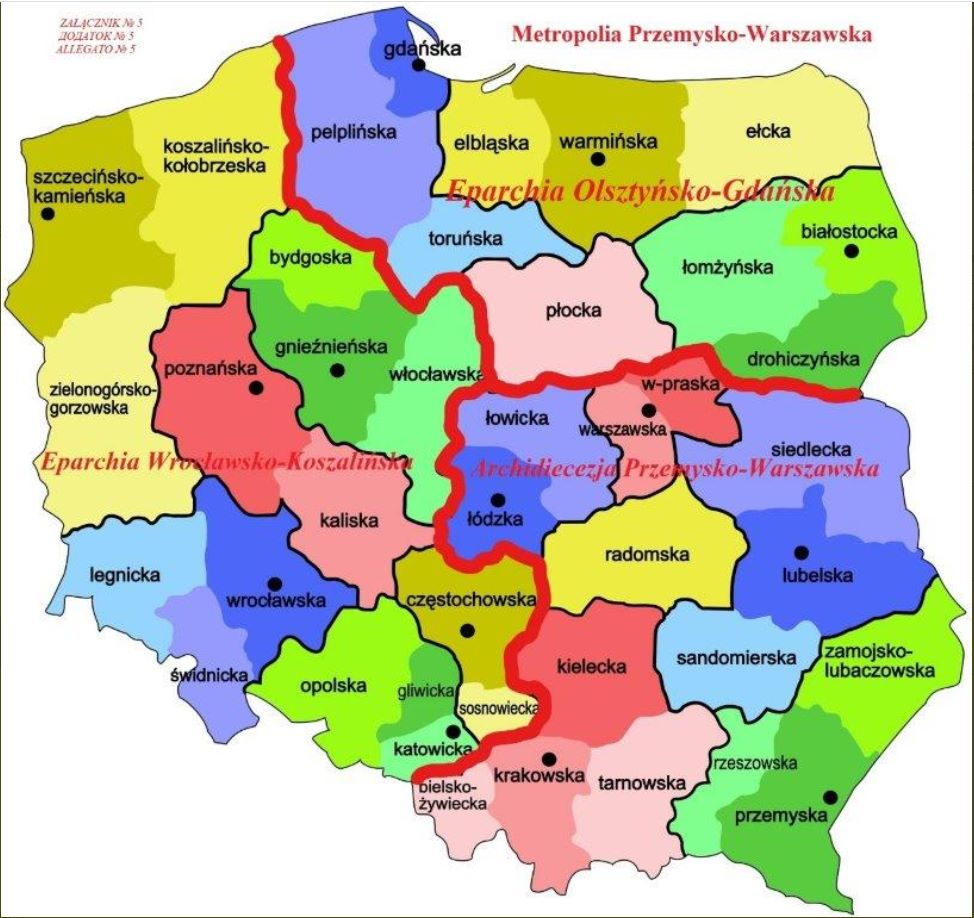
Mapa de las diócesis de Polonia

La archieparquía extiende su jurisdicción sobre los fieles de rito bizantino greco-católico ucraniano residentes en el tercio sudoriental de Polonia. Hasta la erección de la eparquía de Olsztyn-Gdańsk el 25 de noviembre de 2020 archieparquía comprendía las partes oriental y meridional de Polonia al este del río Vístula: voivodatos de: Varmia y Masuria, Podlaquia, Lublin, Subcarpacia y las partes al este del Vístula de los de Pomerania (condados de: Nowy Dwór Gdański, Sztum, Kwidzyn, y Malbork), Cuyavia y Pomerania (condados de Brodnica, Chełmno, Golub-Dobrzyń, Grudziądz, Lipno, Rypin, Wąbrzeźno, Włocławek, gmina de Wielka Nieszawka en el condado de Toruń y la parte sur de la ciudad de Toruń), Mazovia (condados de: Pequeña Polonia y Silesia. Los fieles del rito bizantino-ucraniano son más numerosos en las regiones fronterizas con Ucrania, y Przemyśl, la sede principal de la archieparquía, se encuentra justo en la frontera. Tras la reducción, el territorio se corresponde con el de las diócesis latinas de: Łódź, Łowicz, Varsovia, Varsovia-Praga, Siedlce, Lublin, Sandomierz, Radom, Kielce, Zamość-Lubaczów, Przemyśl, Tarnów, Cracovia, Bielsko-Żywiec y Rzeszów.
La sede de la archieparquía se encuentra en la ciudad de Przemyśl, en donde se halla la Catedral de San Juan Bautista. En Lublin se encuentra el seminario metropolitano.
La archieparquía tiene como sufragáneas a las eparquías de: Breslavia-Koszalin y Olsztyn-Gdańsk.
En 2023 en la archieparquía existían 44 parroquias agrupadas en 6 decanatos:
- Dekanat Przemyski, con 13 parroquias;
- Dekanat Elbląski, con 15 parroquias;
- Dekanat Krakowsko-Krynicki, con 15 parroquias;
- Dekanat Sanocki, con 13 parroquias;
- Dekanat Węgorzewski, con 11 parroquias;
- Dekanat Warszawsko-Lubelski, con 5 parroquias.

## Historia

### Eparquía ortodoxa
Una de las primeras sedes episcopales de Galitzia se erigió en Przemyśl. Existen diversas hipótesis que sugieren diferentes fechas de su origen: 1026, 1087 o entre 1117 y 1128. La fecha más probable es 1120, cuando Volodar Rostíslavich reinó en Przemyśl. También existe una versión que sostiene que la sede de Przemyśl se trasladó a Hálych, tras el establecimiento de esta última como capital del principado. Según esta versión, la diócesis independiente de Przemyśl se restableció entre 1205 y 1211.
Inicialmente, la eparquía era parte del metropolitanato de Kiev y toda la Rus, sin embargo, desde 1302 a 1332, desde 1337 a 1347 y desde 1371 a 1401 fue parte de la metropolitanato de Hálych.
Según algunas fuentes, en 1254 la sede se trasladó a Sámbir, pero el obispo de Przemyśl recibió el título de Sámbir por primera vez en 1422. De vez en cuando, los obispos regresaban a Przemyśl, y la eparquía de Sámbir existía por separado. En 1422 las eparquías de Przemyśl y Sámbir se unieron, con su centro en Przemyśl. En 1422 los eparcas de Przemyśl comenzaron a llamarse de «Przemyśl y Sámbir», y a partir de 1668, «Przemyśl, Sámbir y Sanok».

### Eparquía greco-católica
El 27 de agosto de 1595 el obispo Miguel Kopystynski de Przemyśl y Sámbir anunció su adhesión a la Unión de Brest con la Iglesia católica, pero en octubre de 1596 la rechazó. En 1609 se erigió la eparquía greco-católica de Przemyśl, Sámbir y Sanok, de la cual el primer obispo fue Aleksander Atanazy Krupecki. La eparquía ortodoxa se extinguió por primera vez en enero de 1610.
La sucesión de obispos ortodoxos continuó en agosto de 1620 cuando el patriarca Teófanes III de Jerusalén viajó a Kiev y consagró una nueva jerarquía ortodoxa en obediencia a Constantinopla y bajo protección cosaca, incluyendo a Przemyśl. En 1685 pasó a jurisdicción de la Iglesia ortodoxa rusa. La sucesión ortodoxa se interrumpió en 1691 cuando el eparca Innocenty Winnicki abrazó la unión con la Santa Sede y se convirtió en un eparca greco-católico. Originalmente, la eparquía era sufragánea de la archieparquía de Kiev. La eparquía ortodoxa solo fue restablecida en 1983. A consecuencia de las particiones de Polonia entre Prusia, Rusia y Austria en 1772, 1793 y 1795, la eparquía de Przemyśl (Galitzia Oriental) quedó bajo el dominio de Austria. 
El 22 de febrero de 1807 mediante la bula In universalis Ecclesiae del papa Pío VII se convirtió en parte de la provincia eclesiástica de la archieparquía de Leópolis y Hálych (hoy archieparquía de Leópolis de los ucranianos). Con la misma bula el papa otorgó el derecho de elección de los archieparcas al emperador. El 26 de septiembre de 1808 el papa transfirió el primado del metropolitano de Kiev-Hálych y toda la Rus al nuevo metropolitano de Leópolis en el Imperio austrohúngaro, cuyas eparquías sufragáneas fueron Ivano-Frankivsk y Przemyśl.
El 10 de febrero de 1934 cedió una porción de territorio para la erección de la administración apostólica de Łemkowszczyzna, elevada a exarcado apostólico en 1941. Los territorios de la administración apostólica volvieron a ser administrados con los de la eparquía de Przemyśl el 16 de enero de 1991, fecha en que su nombre formal de Przemyśl, Sámbir y Sanok (Premisliensis, Samboriensis, et Sanok Ucrainorum) fue cambiado a eparquía de Przemyśl (Premisliensis ritus byzantini ucraini).
Durante la Segunda Guerra Mundial comenzó un período de terror para la Iglesia greco-católica en Polonia. Durante la ocupación soviética de 1939, muchos sacerdotes greco-católicos fueron arrestados y deportados, la educación religiosa fue prohibida en las escuelas, las editoriales católicas fueron cerradas o censuradas. Incluso después de la guerra, muchas parroquias fueron cerradas y la Iglesia greco-católica declarada fuera de la ley y agregada por la fuerza a la Iglesia ortodoxa. El primado de Polonia, August Hlond, pidió a la Santa Sede instrucciones sobre la situación de los católicos bizantinos y obtuvo del papa Pío XII para él y para el arzobispo de Cracovia poderes especiales para asegurar la asistencia espiritual a los fieles greco-católicos. El 10 de diciembre de 1946 el primado Hlond fue designado como delegado especial para todos los ritos orientales.
El 25 de junio de 1946, Jozafat Józef Kocyłowski y su obispo auxiliar Hryhorij Lakota fueron arrestados y murieron respectivamente en 1947 y 1950. Fueron beatificados por el papa Juan Pablo II el 27 de junio de 2001.
En 1977 Iván Choma fue consagrado obispo sin permiso de la Santa Sede y nunca tomó posesión de la sede eparquial, residiendo en Roma, donde llegó a ser rector de la Universidad de San Clemente.
El 18 de septiembre de 1981 se erigió el Ordinariato para los fieles de rito oriental en Polonia; a falta de una jerarquía propia, quedaron incluidos en su jurisdicción también los fieles greco-católicos ucranianos.
Solo a partir de 1989 la Iglesia greco-católica en Polonia tuvo el primer obispo después de la expulsión de Jozafat Kocyłowski, con la consagración episcopal de Iván Martyniak como obispo auxiliar (16 de octubre). El 16 de enero de 1991 Martyniak fue nombrado eparca de Przemyśl.
El 25 de marzo de 1992, en el marco de la reorganización de las diócesis polacas, deseada por el papa Juan Pablo II mediante la bula Totus tuus Poloniae populus, la eparquía de Przemyśl pasó a formar parte de la provincia eclesiástica de la arquidiócesis de Varsovia. Sin embargo, el 16 de junio de 1993 se declaró inmediatamente sujeta a la Santa Sede.
El 20 de abril de 1993 fue erigida la eparquía de Sámbir-Drohóbych en Ucrania incluyendo territorios que hasta la Segunda Guerra Mundial eran parte de la eparquía de Przemyśl, cuando pasaron a la Unión Soviética y de facto a la archieparquía de Leópolis de los ucranianos.

### Archieparquía
El 1 de junio de 1996 la sede cedió la jurisdicción de Polonia occidental y septentrional para la erección de la eparquía de Breslavia-Gdansk y al mismo tiempo fue elevada al rango de archieparquía metropolitana mediante la bula Ad aptius providendum del papa Juan Pablo II. El límite entre ambas jurisdicciones fue fijado en el río Vístula (flumine Vistula est divisa).

Ad aptius providendum spirituali saluti atque regimini Christifidelium ritus Byzantini Ucrainorum in dilecta Polonia commorantium, Nos, beati Petri Successores de totius Dominici gregis bono solliciti, summa Apostolica potestate sequentia decernimus: Eparchiam Premisliensem ritus Byzantini Ucrainorum ad gradum et dignitatem Archieparchiae Metropolitanae Premisliensis-Varsaviensis ritus Byzantini Ucrainorum evehimus itemque Provinciam ecclesiasticam condimus eiusdem nominis ac ritus quibus memorata nova Archieparchia Metropolitana. Sic conditae ecclesiasticae Provinciae uti suffraganeam damus Eparchiam Vratislaviensem-Gedanensem ritus Byzantini Ucrainorum. Praeterea sedem huiusce Archieparchiae Metropolitanae in urbe Premislia poni iubemus dum ibi exstans templum Sanctissimi Cordis Iesu et Sancti Ioannis Baptistae cathedralis ecclesia esse perget. Nova Archieparchia Metropolitana hos decanatus amplectetur: Premisliensem, Cracoviensem-Crynicensem (sine paroeciis: Gliwice et Katowice), Olstinensem et Elbingensem (sineparoecia Gdańsk), hucusque ad Eparchiam Premisliensem ritus Byzantini Ucrainorum pertinentes. Insuper, quoniam nova Archieparchia Metropolitana ab Eparchia Vratislaviensi Gedanensi flumine Vistula est divisa, pastorales ob rationes statuimus ut incolae urbium quae prope idem flumen degunt, secundum fines civiles pertineant ad ipsam Archieparchiam Metropolitanam. Ceterum Venerabilem Fratrem Ioannem Martyniak, hactenus Episcopum Eparchiae Premisliensis ritus Byzantini Ucrainorum, a Nobis selectum inter candidatos propositos a Synodo Episcoporum Ecclesiae Byzantinae Ucrainorum, Archiepiscopum Metropolitam Archieparchiae Metropolitanae, quam diximus, renuntiamus, cunctis factis propriis iuribus et oneribus tali muneri adnexis. Haec omnia reliquaque secundum normas Codicis Canonum Ecclesiarum Orientalium temperentur. Quae vero iussimus ad effectum rite adducantur deque absoluto negotio sueta documenta exarentur et ad Congregationem pro Ecclesiis Orientalibus mittantur. Hanc denique Apostolicam Constitutionem nunc et in posterum ratam esse volumus, contrariis quibuslibet rebus nihil obstantibus.

El 25 de noviembre de 2020 la archieparquía perdió parte de su territorio cuando el papa Francisco erigió la eparquía de Olsztyn-Gdańsk mediante la bula Misericordias Domini.
El 6 de febrero de 2023, la archieparquía de Przemyśl-Varsovia y sus sufragáneas, teniendo en cuenta la decisión previa de la Iglesia greco-católica ucraniana en Ucrania y la opinión expresada por los delegados del consejo diocesano conjunto en Porszewice en junio de 2022, decidió cambiar al calendario juliano revisado a partir del 1 de septiembre de 2023.

## Estadísticas
Según el Anuario Pontificio 2024 la archieparquía tenía a fines de 2023 un total de 14 935 fieles bautizados.
| Año                                                                             | Población | Población | Población      | Sacerdotes | Sacerdotes | Sacerdotes | Católicos por sacerdote | Diáconos permanentes | Religiosos | Religiosos | Parroquias y cuasiparroquias |
| Año                                                                             | Católicos | Total     | % de católicos | Total      | Diocesanos | Regulares  | Católicos por sacerdote | Diáconos permanentes | Masculinos | Femeninos  | Parroquias y cuasiparroquias |
| ------------------------------------------------------------------------------- | --------- | --------- | -------------- | ---------- | ---------- | ---------- | ----------------------- | -------------------- | ---------- | ---------- | ---------------------------- |
| 1943                                                                            | 1 159 380 | ?         | ?              | 657        | 657        |            | 1764                    |                      |            |            | 640                          |
| 1999                                                                            | 32 000    | ?         | ?              | 44         | 28         | 16         | 727                     | 1                    | 85         | 87         | 49                           |
| 2000                                                                            | 32 000    | ?         | ?              | 44         | 28         | 16         | 727                     | 1                    | 85         | 87         | 49                           |
| 2001                                                                            | 32 000    | ?         | ?              | 45         | 29         | 16         | 711                     |                      | 76         | 87         | 81                           |
| 2002                                                                            | 32 000    | ?         | ?              | 42         | 26         | 16         | 761                     |                      | 76         | 87         | 81                           |
| 2003                                                                            | 32 000    | ?         | ?              | 46         | 30         | 16         | 695                     | 2                    | 74         | 96         | 82                           |
| 2004                                                                            | 32 000    | ?         | ?              | 47         | 30         | 17         | 680                     | 3                    | 62         | 87         | 84                           |
| 2009                                                                            | 30 000    | ?         | ?              | 51         | 38         | 13         | 588                     | 3                    | 17         | 76         | 85                           |
| 2013                                                                            | 30 000    | ?         | ?              | 47         | 36         | 11         | 638                     | 4                    | 13         | 84         | 69                           |
| 2016                                                                            | 30 000    | ?         | ?              | 47         | 36         | 11         | 638                     | 4                    | 14         | 77         | 72                           |
| 2019                                                                            | 30 000    |           |                | 55         | 41         | 14         | 545                     | 4                    | 16         | 70         | 68                           |
| 2020                                                                            | 30 000    | ?         | ?              | 39         | 29         | 10         | 769                     | 4                    | 13         | 70         | 44                           |
| 2021                                                                            | 15 000    |           |                | 39         | 29         | 10         | 384                     | 4                    | 13         | 36         | 44                           |
| 2023                                                                            | 14 935    |           |                | 45         | 34         | 11         | 331                     | 4                    | 14         | 36         | 44                           |
| Fuente: Catholic-Hierarchy, que a su vez toma los datos del Anuario Pontificio. |           |           |                |            |            |            |                         |                      |            |            |                              |

## Episcopologio

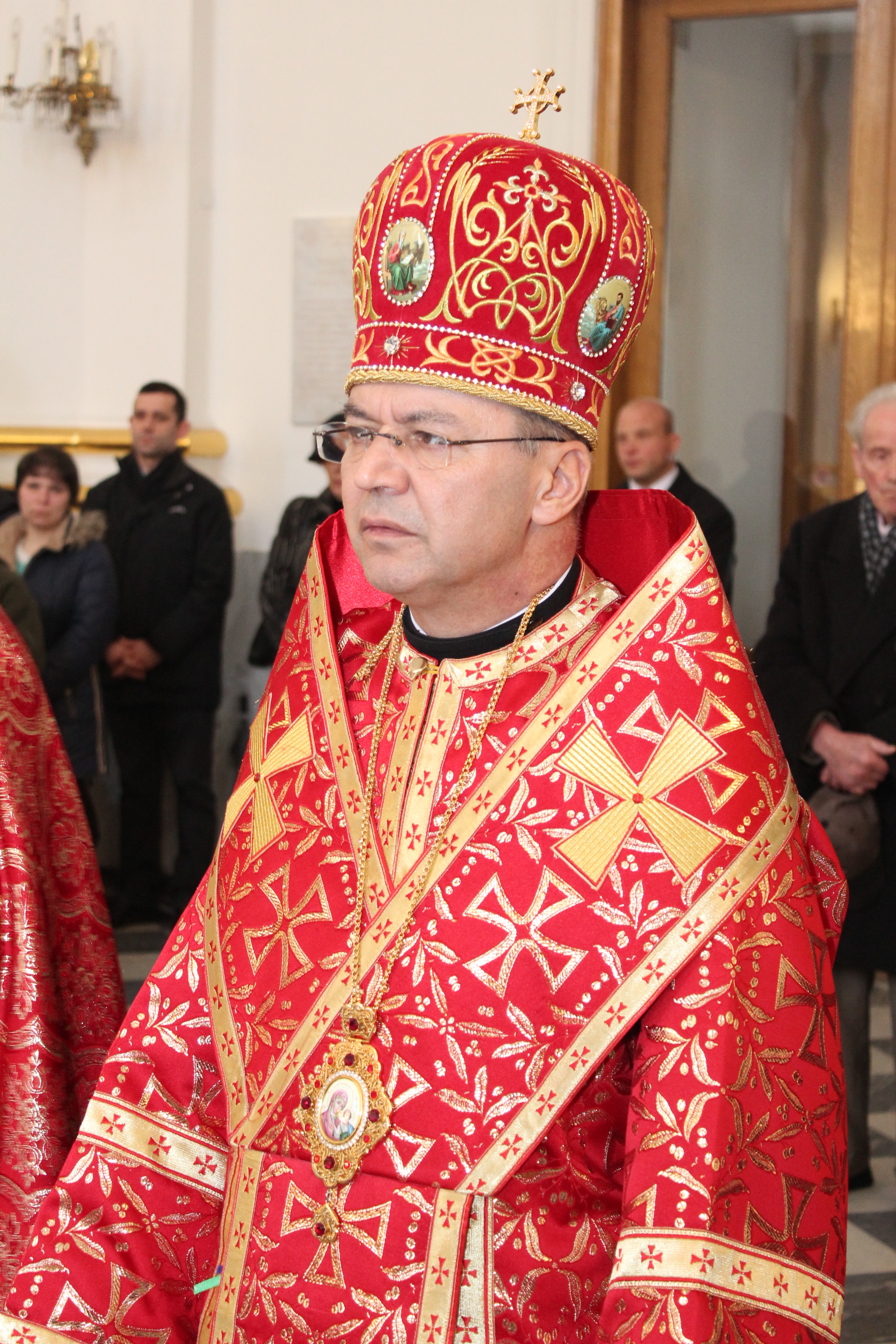
Eugeniusz Popowicz, archieparca de Przemyśl-Varsovia desde 2015

- Aleksander Atanazy Krupecki † (15 de septiembre de 1609-6 de mayo de 1652 falleció)
- Prokop Chmielowski † (6 de mayo de 1652 por sucesión-22 de febrero de 1664 falleció)
- Antoni Terlecki † (22 de febrero de 1664 por sucesión-28 de diciembre de 1669 falleció)
  - Jan Małachowski † (1670-1691 confirmado eparca de Chełm) (obispo titular)
- Innocenty Winnicki † (23 de junio de 1691-24 de febrero de 1700 falleció)
- Jerzy Winnicki, O.S.B.M. † (5 de junio de 1700-1710 nombrado archieparca de Kiev)
  - Sede vacante (1710-1715)[nota 1]
- Hieronim Ustrzycki † (10 de diciembre de 1715-1746 renunció)
- Onufry Szumlański † (1746 por sucesión-20 de abril de 1762 falleció)
- Atanazy Andrzej Szeptycki † (8 de noviembre de 1762-7 de junio de 1779 falleció)
  - Sede vacante (1779-1785)
- Maksymialian Ryłło, O.S.B.M. † (2 de septiembre de 1785[nota 2]-22 de noviembre de 1793 falleció)
  - Sede vacante (1793-1796)[nota 3]
- Antoni Angelowicz † (14 de febrero de 1796-16 de marzo de 1808 nombrado archieparca de Leopólis)
  - Sede vacante (1808-1813)
- Michał Lewicki † (20 de septiembre de 1813-8 de marzo de 1816 nombrado archieparca de Leopólis)
  - Sede vacante (1816-1818)
- Jan Śnigurski † (30 de marzo de 1818-24 de agosto de 1847 falleció)
- Grzegorz Jachimowicz † (5 de septiembre de 1848-23 de marzo de 1860 nombrado archieparca de Leopólis)
- Tomasz Polański † (23 de marzo de 1860-1 de octubre de 1867 renunció)
- Josyf Sembratowicz † (1867-27 de junio de 1870 nombrado archieparca de Leopólis)
  - Sede vacante (1870-1872)
- Jan Saturnin Stupnicki † (8 de septiembre de 1872-22 de diciembre de 1890 falleció)
- Julián Pelesz † (22 de septiembre de 1891-22 de abril de 1896 falleció)
- Konstantyn Czechowicz † (17 de noviembre de 1896-28 de abril de 1915 falleció)
- Beato Jozafat Józef Kocyłowski, O.S.B.M. † (29 de enero de 1917-17 de noviembre de 1947 falleció)
  - Sede vacante (1947-1991)
  - Iván Choma † (2 de abril de 1977-16 de junio de 1991 renunció) (no reconocido por la Santa Sede[nota 4])
- Iván Martyniak (16 de enero de 1991-7 de noviembre de 2015 retirado)
- Eugeniusz Mirosław Popowicz, desde el 7 de noviembre de 2015